# Kadiwal Kallapur, Hungund
Kadiwal Kallapur là một làng thuộc tehsil Hungund, huyện Bagalkot, bang Karnataka, Ấn Độ.